# 키즈 스테이션

키즈 스테이션(일본어: キッズステーション, 영어: Kids Station Inc.)은 일본의 위성 일반 방송 사업자로, 유아 · 애니메이션 전문 채널 키즈 스테이션을 운영하고 있다.

## 같이 보기
- 카툰 네트워크 (일본의 텔레비전 채널)